# Shawn Heaphy
Pour les articles homonymes, voir Shawn et Heaphy.
Shawn Heaphy, né le 27 novembre 1968 à Grand Sudbury en Ontario au Canada, est un joueur professionnel canadien de hockey sur glace évoluant au poste d'attaquant.

## Repêchage
En 1989 il est choisi au cours du repêchage supplémentaire de la Ligue nationale de hockey par les Flames de Calgary en 26e ronde.

## Carrière
- 1984-1985 Legionnaires de Sudbury (NOHA)
- 1985-1987 Cullitons de Stratford (OHA-B)
- 1987-1991 Michigan State University (NCAA)
- 1991-1993 Golden Eagles de Salt Lake   (LIH) et Flames de Calgary (LNH)
- 1993-1994 Thunder de Las Vegas (LIH) et HC Val Pusteria Wolves (Série A)
- 1994-1995 IceCats de Worcester (LAH)
- 1995-1996 Senators de l'Île-du-Prince-Édouard (AHL)
- 1996-1999 HC Bienne (LNB)
- 1999-2001 Genève-Servette Hockey Club (LNB)
- 2001-2002 HC Ajoie (LNB) et SC Langnau Tigers (LNA)
- 2002-2004 Heilbronner Falken (2. Bundesliga)
- 2004-2006 EV Ravensburg (2. Bundesliga)

## Distinctions
- Meilleur passeur LNB 2001-2002

## Palmarès
- Vice-champion Suisse LNB saison 1997-1998 avec HC Bienne
- Champion Suisse LNB et promotion en LNA 2000-2001 avec Genève-Servette Hockey Club